# Kaasmijt
De kaasmijt (Tyrophagus casei of Tyrophagus siro) is een mijt die zich voedt met eiwitten van kaas. De kaasmijt is verwant aan de meelmijt en huisstofmijt. Naast deze soort komt op kaas de Tyrophagus putrescentiae of schimmelmijt voor die ook op ham, worst en dergelijke voorkomt.

## Beschrijving
De kaasmijt is in 1622 ontdekt door Cornelis Drebbel met zijn zelfgebouwde microscoop; en in 1694 uitgebreid beschreven door Antoni van Leeuwenhoek.  Hij werd destijds beschouwd als het allerkleinste diertje. Een volwassen kaasmijt meet 0,5 mm, is harig en roomkleurig, en heeft acht kale pootjes. In de eerste levensfase, als larve, heeft hij zes pootjes. Een volwassen kaasmijt leeft 60 tot 70 dagen. Een vrouwtje legt 20 tot 30 eitjes per dag, in totaal ongeveer 800 in haar hele leven. Een eitje doet er 10 dagen over om uit te groeien tot een volwassen kaasmijt. Om in leven te blijven heeft hij een warme vochtige ruimte nodig.
Kaasmijten kunnen in grote menigte, tot 2000 mijten per cm², in de korst van oude harde kazen voorkomen en een laag stof op de kaas veroorzaken. De stof ontstaat door de uitwerpselen en afgestoten huidjes bij vervellingen van de mijt. De kaas kan zover aangetast zijn dat deze niet meer voor menselijke consumptie geschikt is. Sommige mensen zijn allergisch voor kaasmijt.

## Nuttig gebruik
Enkele kaassoorten worden opzettelijk met de kaasmijt behandeld om een pikante smaak te verkrijgen. De bekendste is de Franse mimolette.
Een andere bekende mijtkaas is de Duitse Milbenkäse (mijtkaas) die in Würchwitz al meer dan 300 jaar wordt geproduceerd. In Würchwitz staat zelfs een standbeeld van de kaasmijt.

## Afbeeldingen

#### Franse mimolette

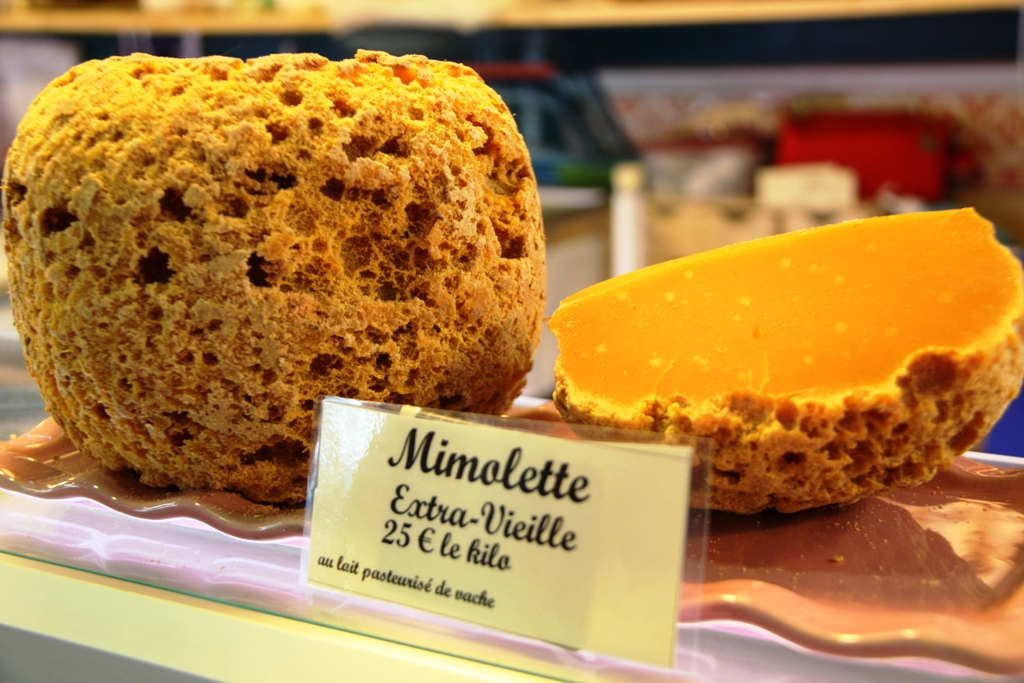
Zeer oude mimolette
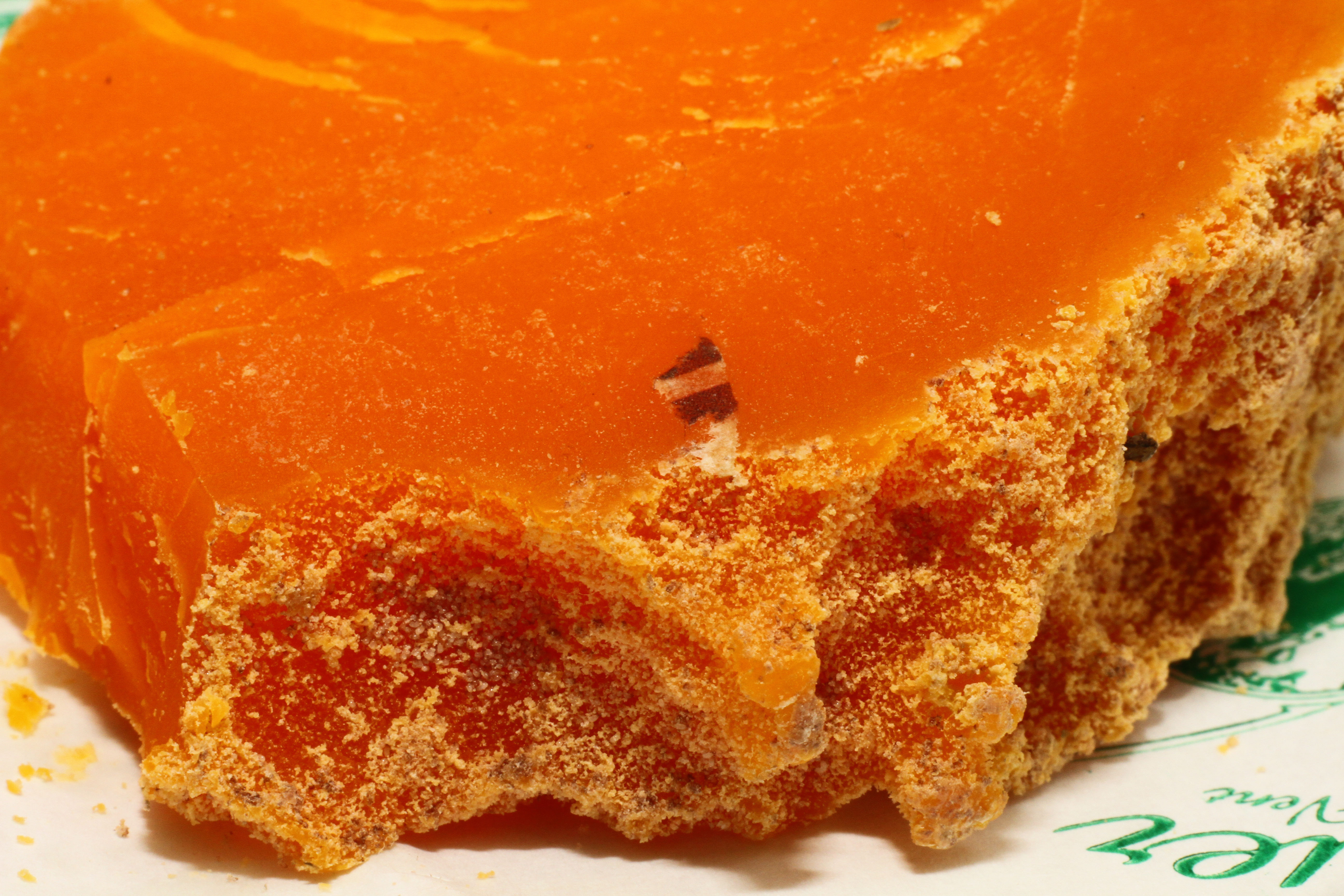
Mimolette aan een stuk
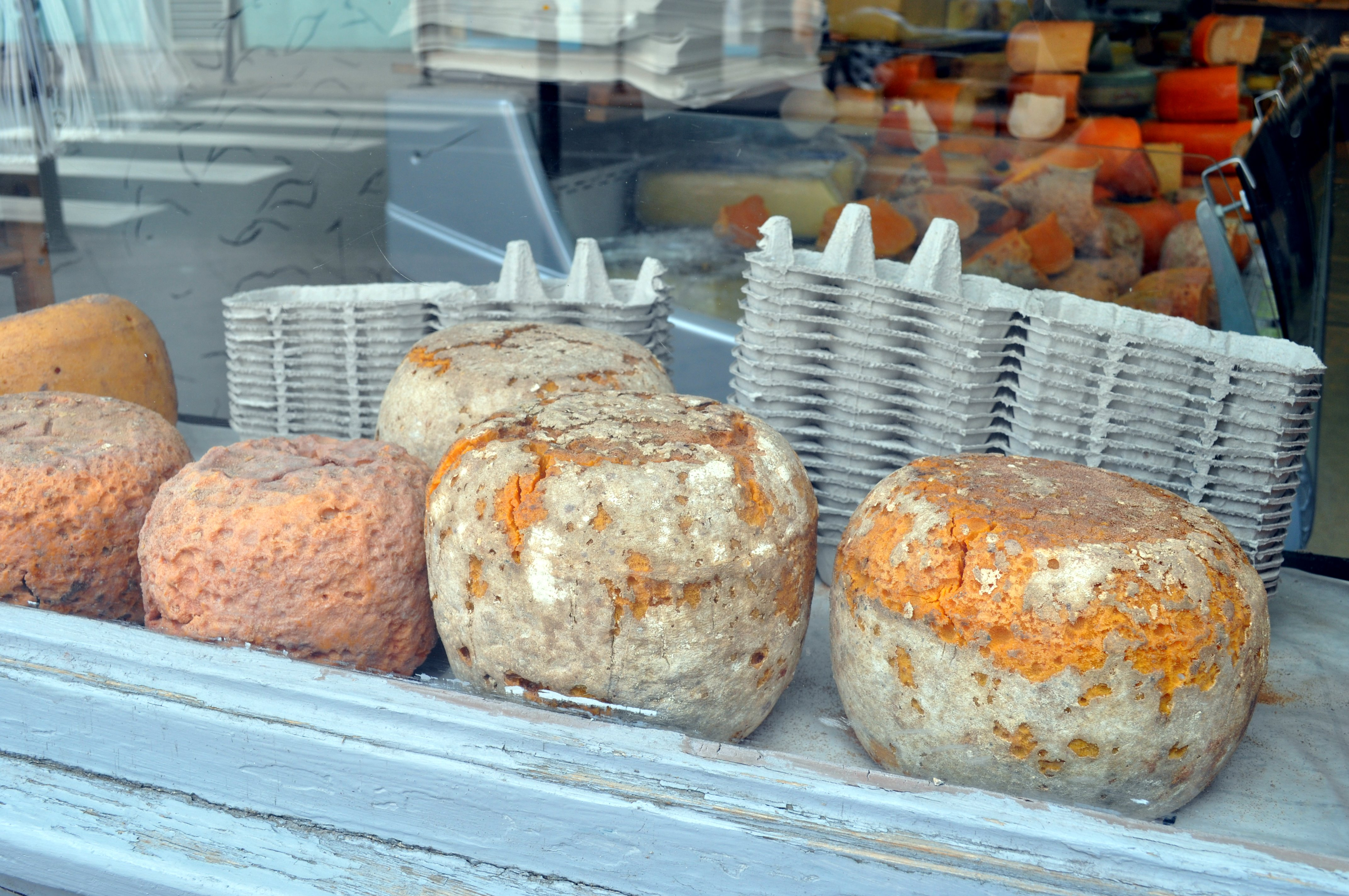
Mimolette op de markt in Grenoble

#### Duitse Milbenkäse

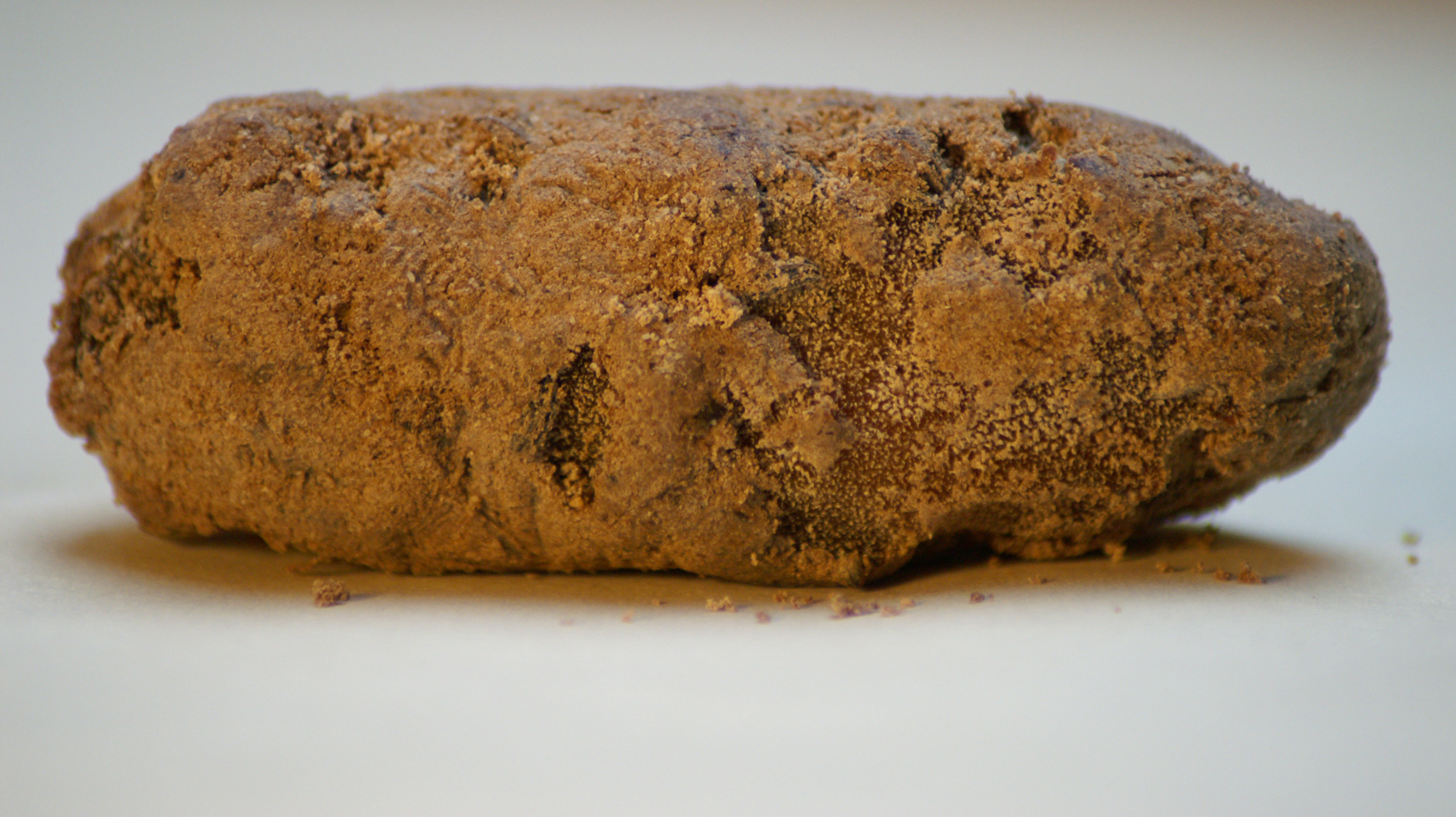
Oude Milbenkäse, gerijpt met kaasmijten
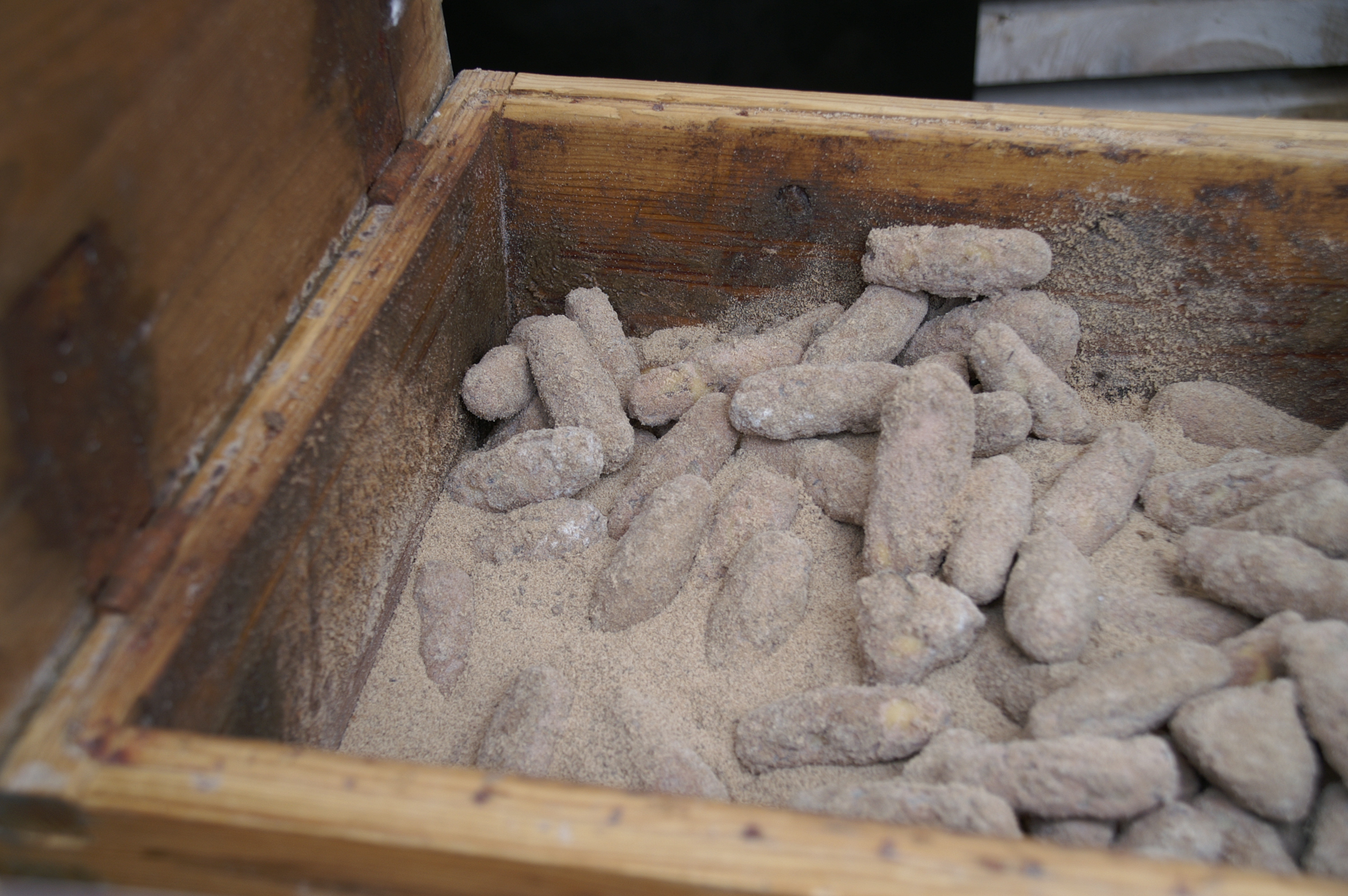
Kaaskist met kaasmijten waarin de kaas ligt te rijpen
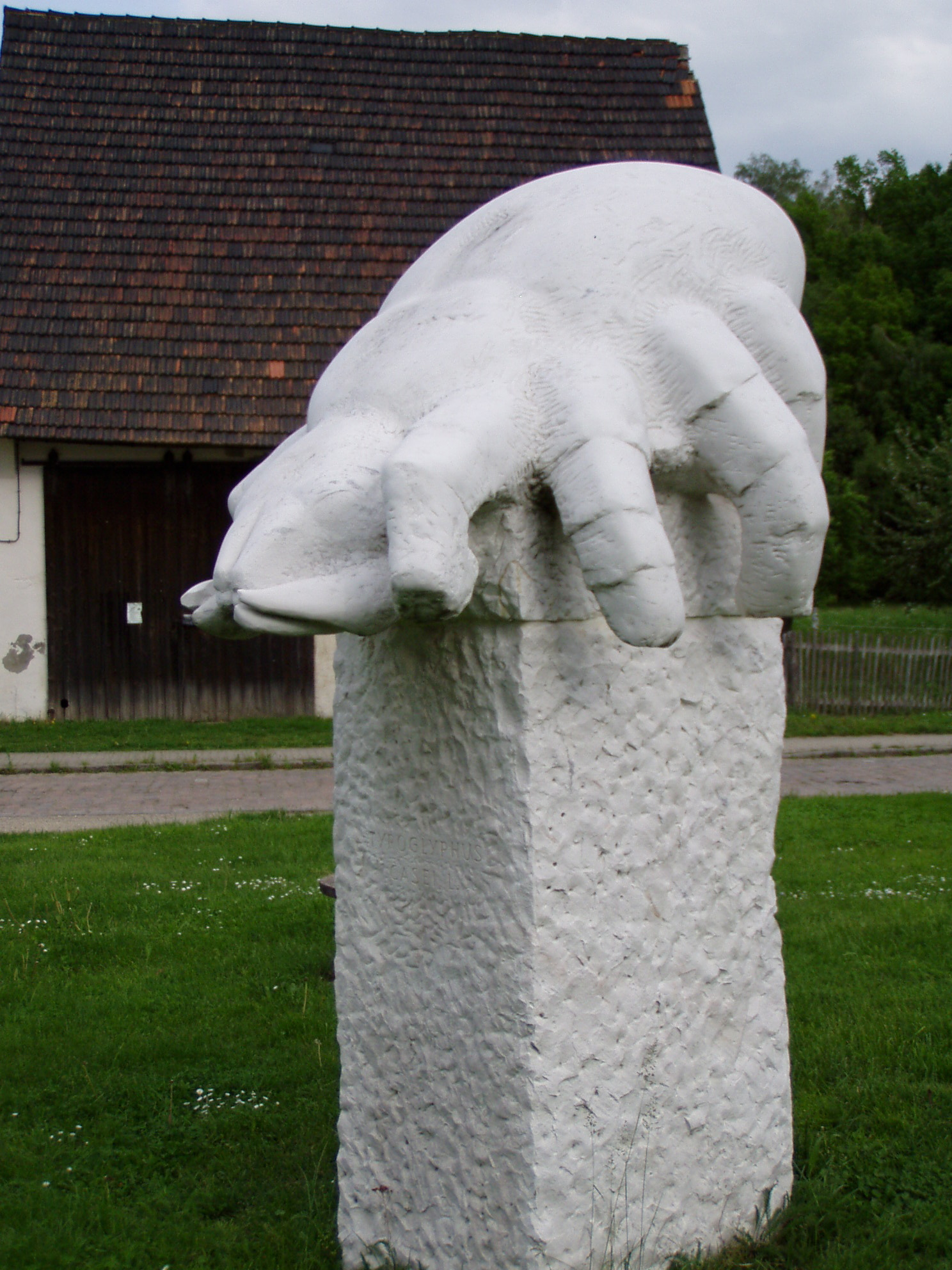
Standbeeld van de kaasmijt in Würchwitz